# 分歧者·異類叛逃
是一部於2014年上映的美国科幻冒險反烏托邦電影，由尼爾·柏格執導，劇情改编自韦罗妮卡·罗思同名暢銷小說三部曲的第一部作品，由露西·費雪、波亞·夏巴茲安和道格拉斯·威克監製。劇本則由瓦内莎·泰勒和伊雲·多洛堤撰寫。演員包含雪琳·伍德莉、費奧·占士、佐伊·克拉维茨、安塞爾·埃爾葛特、Maggie Q、莫基·菲佛、傑·寇特尼、麥爾斯·泰勒與凱特·溫斯蕾。故事發生在未來末日後一個反烏托邦的世界。

## 劇情
在未來主义反乌托邦的芝加哥，社会分为五大派系：克己派（Abnegation）、友好派（Amity）、无畏派（Dauntless）、直言派（Candor），以及博学派（Erudite）。克己派（Abnegation）追求大公無私，相信人若無私，世上將不再有紛爭；友好派（Amity）愛好和平，總是盡全力避免一切衝突；无畏派（Dauntless）崇尚勇敢，他們矢志成為保衛社會的力量；直言派（Candor）厭惡謊言與迂迴隱瞞，視謊言為戰爭的導火線；博學派（Erudite）重視知識，認為學問是一切的根本。剩下的人口是无派者，在社会上无法享有地位和特权。孩子们到了16岁，便要进行血清测试鉴定最适合他们的派系，之后在选派仪式（Choosing Ceremony）上选择跟随一生的组织。
碧翠丝出生于统治着政府的克己派，父亲安德鲁和克己派首领马可斯统领执政委员会。在无畏派多麗的监督下，碧翠丝进行了测试。结果表明她同时拥有克己派、博学派和无畏派潜质，属于分歧者（Divergent）。多麗谎称她的结果是克己派，警告她要保守住结果秘密，因为分歧者思想独立，政府不能控制并认为它威胁着现存的社会秩序。
第二天的选派仪式上，碧翠丝的哥哥迦勒选择了博学派。一番犹豫后，碧翠丝选择无畏派。典礼过后，碧翠丝碰到了同样从其他派系转向无畏派的另外三位新成员克莉斯汀娜、艾尔和威尔。克莉斯汀娜和艾尔来自直言派，威尔来自博学派。新成员的忠诚和胆量随即受到考验，无畏派首领艾瑞克明确表示，任何人若不能达到无畏派的高期望会遭到流放，变成无派者。碧翠丝率先自愿接受忠诚跳跃测试，从一处高楼跳入张着大网的大洞中。新生导师四號问碧翠丝的名字，碧翠丝把在无私派的童年回忆抛诸脑后，把名字简化成“翠丝”。
翠丝最初遭受无畏派训练折磨，首轮评估后排名远远落后于淘汰底线，但四號帮她一点点地提高。埃里克在格斗挑战中，将她配给了她的死对头彼得。翠丝被打昏了过去，在医务室醒来时，醒悟过来她错过了最重要的夺旗（Capture The Flag）测试。翠丝立马冲出医疗室加入其他队友，确保团队赢得冠军。
训练的下一个阶段中，新手们须在心理模拟中直面他们最恐惧的东西。分歧者对血清和测试免疫，所以翠丝在测试中表现突出，另辟蹊径解决难题，但四號警告她必须要用正常的无畏派思维完成挑战，才能隐藏她的能力。
翠丝遇到迦勒，告诉他博学派计划推翻克己派，成为统治派别，但他不相信。回无畏派总部的途中，翠丝被艾尔、彼得和德鲁袭击，四號出手相救。第二天艾尔乞求翠丝原谅他，但翠丝拒绝，骂他懦夫。不堪活在内疚中的艾尔跳入“深坑”（The Chasm），自尽作结。
为了准备她的最终测试，四號带着翠丝进入他的恐惧模拟，从中翠丝意识到他叫托比亚斯·伊顿，是她父亲同事马可斯·伊顿的儿子。模拟过后，两人热吻起来。随后翠丝通过测试，正式加入无畏派。无畏派的领导给翠丝和四號注入博学派提供的血清，谎称是用作跟踪，实际上控制了他们的意识。
第二天早上，无畏派在博学派的命令清除克己派。分歧者不受意识控制血清影响。意识受控的无畏派军队准备消灭无私派时，一位深感疑惑的分歧者问其他人到底发生了什么事，遭埃里克击毙。目睹这一幕的翠丝混入行军队伍中，避免引起怀疑。在火车上，她小心翼翼地凑到四號身边。良久，四號第一次向翠丝透露他也是分歧者，还抓住了她的手。无畏派前去扫荡克己派，翠丝和四號丢下大队，寻找翠丝的父母。埃里克怀疑四號，用枪指他。翠丝也撕开面具，用枪指着埃里克。他们的分歧者身份暴露给了无畏派的领袖，两人被捕。四號遭到严刑拷打，而翠丝被下令处决。翠丝的母亲娜塔莉出现，救走了她，从而使她得知自己母親從前是无畏派。她告诉翠丝丈夫的下落，称必须马上回去找他们。逃跑时，翠丝杀了威尔。不幸的是，母亲也中弹身亡。翠丝被迫留下母亲的遗体逃走。
翠丝找到了正和迦勒和马库斯等克己派呆在藏身处的父亲。一行人潜入无畏派总部，在那儿翠丝碰到彼得，命令他带着他们去博学派的控制中心。父亲在枪战中牺牲，翠丝独自前去找四號，现在四號受到专为分歧者设计的意识控制牵制，袭击了她。利用对四號恐惧的意识，她设法把四號从意识控制中弄醒，两人进入了中央控制室，碰到正打算让无畏派彻底消灭克己派的博学派领袖珍寧。翠丝朝她注入意识控制血清样本，取消了计划。一行人步出大楼，登上离开总部的列车。

## 演員
| 演員            | 角色                                         |
| 雪琳·伍德莉     | 碧翠絲·「翠絲」·普里爾 Beatrice "Tris" Prior |
| 提奧·詹姆斯     | 托比亞‧伊頓「四號」 Tobias "Four" Eaton      |
| 安塞爾·埃爾葛特 | 迦勒·普赖尔 Caleb Prior                      |
| 雷·史蒂文森     | 马可斯·伊顿 Marcus Eaton                     |
| 凱特·溫斯蕾     | 珍寧·馬修斯 Jeanine Matthews                 |
| 佐伊·克拉维茨   | 克里斯蒂娜                                   |
| Maggie Q        | 多麗                                         |
| 莫基·菲佛       | 麥斯                                         |
| 傑·寇特尼       | 艾瑞克                                       |
| 麥爾斯·泰勒     | 彼得·海斯                                    |
| 本·兰姆         | 爱德华                                       |
| 班·洛伊-休斯    | 威尔                                         |
| 克利斯汀·梅森   | 艾尔                                         |
| 湯尼·古溫       | 安德鲁·普赖尔                                |
| 艾希莉·賈德     | 娜塔莉·普里爾                                |
| 艾美·紐伯德     | 莫莉·阿特伍德                                |
| 贾斯婷·瓦希伯格 | 劳伦                                         |

## 製作

### 前期制作
2011年3月，顶峰娱乐与道格拉斯·威克和露西·费雪的制作公司红马车娱乐公司签约，拿下《分歧者》系列版权。2012年8月23日，尼爾·柏格宣布出任导演。
影片最初的预算仅4000万美元，但狮门影业鉴于《饥饿游戏》的大卖，后来把它涨到8000万美元，并最终定在8500万美元。

### 选角
2012年10月22日，谢琳·伍德蕾宣布出演主角翠丝。卢卡斯·提尔、杰克·雷诺、杰瑞米·欧文、亚历克斯·帕蒂弗、布伦顿·思韦茨、亚历山大·路德韦格和路克·布莱西均在男主角老四演员的考虑之列。2013年3月15日，提奥·詹姆斯宣布出演老四，事实上他比老四要大10岁。罗思赞扬了提奥的选角：“不出几秒我便确信‘老四’就是他了。提奥有能力抓住老四的威严和力量，还有他的城府和敏感。”她还提到了他和谢琳之间的默契：“他对于谢琳出演翠丝的强有力存在来说是完美的搭配。我都震颤了！”
2013年3月11日，据宣布托莉、克里斯蒂娜和凯勒布三角分别花落李美琪、佐伊·克拉维茨和安塞尔·埃尔葛特。2013年3月15日，据报雷·史蒂文森、杰·寇特尼和艾伦·艾克哈特正就加盟剧组进行谈判。史蒂文森和寇特尼出演马库斯·伊顿和埃瑞克。同日，麦尔斯·泰勒出演彼得。2013年1月24日，据宣布凯特·温丝莱特加入加盟谈判，后来她被证实将出演珍妮·马修斯。谈到第一次出演反派，温丝莱特表示：“我不傻。这个想法曾从我的头脑闪过，之前我从未演过坏人，我都觉得有点意外。”由于她参加拍摄非常的晚，拍戏第一天，她和其他演员之间距离似乎让她被疏离：“我想要打破僵局，想着‘没事的。我很有趣。我确信。’但想想，就为了今天，我让他们觉得我完全是个婊子。”当时，温丝莱特已怀孕五个月，她使出各种花招掩盖她的孕味。伯格说：“我们拍她的时非常讲究策略。她总是把某种文件或档案握在手中，算是保护吧，你懂的，她大着肚子。”2013年3月25日，本·兰波出演爱华德，本·劳埃德·休斯出演威尔，克里斯蒂安·曼德森出演艾尔。2013年4月，艾什莉·贾德和托尼·戈德温加盟剧组，出演翠丝的父母娜塔莉和安德鲁。

### 拍攝
影片于2013年4月16日在芝加哥开拍，2013年7月16日杀青。实际上全片取景于芝加哥，许多内景在Cinespace芝加哥摄影棚（Cinespace Chicago Film Studios）取景。“选派典礼”取景于芝加哥市区东瓦克（East Wacker）芝加哥科学家第十七基督教堂，外景取景于先驱教堂 。影片还在海军码头摩天轮取景，整个地区尘土飞扬，更能体现反乌托邦感。取景地还包括芝加哥大学附近的第57大街和埃利斯大道、联邦街（搭建了假的芝加哥地铁）和密歇根大街。芝加哥大学的乔和丽卡曼苏托图书馆也是取景地。
至于无私派的总部，制作团队在威尔斯大街搭景。6月下旬，剧组在西部大道南1500号和威尔斯大街南600号拍戏。在最后的安排中，剧组移师芝加哥河，继续在湖街大桥（Lake Street Bridge）、威克大道（Wacker Drive）和拉萨尔街大桥（LaSalle Street Bridge）拍摄。2013年7月16日，拍摄暂告一段落。2014年1月24日，剧组在洛杉矶补拍戏份，两天后正式杀青。

### 后期
后期制作于拍摄暂停后不久展开。7月18日，顶峰和狮门发表联合声明，宣布影片以IMAX格式发行。

## 發行

### 评价
《分歧者》收穫了兩極的評價。根據爛蕃茄上收集的203篇專業影評文章，其中83篇給出了「新鮮」的正面評價，「新鮮度」為41%，平均得分5.4分（滿分10分），而基於另一影評網站Metacritic上的38篇評論文章，其中12篇予以好評，2篇差評，24篇褒貶不一，平均分為48（滿分100）。據CinemaScore調查，觀眾比影評人更能接受這部電影，給予評價「A」，而該調查組中有69%是女性，且一半的觀眾超過25歲。

### 票房
美国周末首映收获5600万美元，列北美周末票房榜第一位，为《饥饿游戏》的制作方狮门公司开创了一个新系列。次周末收2650万列第二位。北美最终累计1.5亿美元。
| 上一届： 《天才眼镜狗》          | 2014年美國週末票房冠軍 第12周 | 下一届： 《挪亞：滅世啟示》            |
| 上一届： 《美國隊長2：酷寒戰士》 | 2014年台北週末票房冠軍 第16周 | 下一届： 《蜘蛛人驚奇再起2：電光之戰》 |

### 榮譽
| 頒獎單位           | 獎項                     | 受獎者          | 結果 |
| ------------------ | ------------------------ | --------------- | ---- |
| 2014年青少年選擇獎 | 電影選擇獎：動作片       | 《分歧者》      | 獲獎 |
| 2014年青少年選擇獎 | 電影選擇獎：動作片男演員 | 提奧·詹姆斯     | 獲獎 |
| 2014年青少年選擇獎 | 電影選擇獎：動作片女演員 | 雪琳·伍德莉     | 獲獎 |
| 2014年青少年選擇獎 | 電影選擇獎：反派         | 凱特·溫斯蕾     | 提名 |
| 2014年青少年選擇獎 | 電影選擇獎：突圍之星     | 安塞爾·埃爾葛特 | 獲獎 |
| 2014年青少年選擇獎 | 電影選擇獎：突圍之星     | 提奧·詹姆斯     | 提名 |

## 續集
2013年5月7日，顶峰娱乐透露改编自《反叛者》的续集正在创作中。《拿起枪的简》编剧布莱恩·杜菲尔德（Brian Duffield）受聘撰写剧本。续集于2015年3月20日上映。第三部作品改编自小说《赤诚者》起初被宣布作为单部电影，定于2016年3月18日上映。2013年12月，尼尔·伯格宣布不会回归执导续集，由于他正在创作第一部电影。2014年2月11日，罗伯特·斯文克宣布接替伯格导演续集。续集于2014年5月27日在亚特兰大开机拍摄，2014年9月6日杀青。
2014年4月11日，顶峰娱乐宣布第三部分拆为上下集，上集于2016年3月18日上映，下集于2017年6月9日上映。2014年12月5日，斯文克表示会执导上集。2015年9月10日，两部电影改名，上集改称《分歧者3：忠诚世界》，下集改称《分歧者4：上升之势》。
2016年2月8日，斯文克宣布不会执导结局篇，李·托兰德·克莱格接替他。

## 書籍
| 出版日期 | 書名 | 作者          | 譯者   | 出版社 | ISBN               |
| -------- | ---- | ------------- | ------ | ------ | ------------------ |
| 2012年   | 《》 | 薇若妮卡·羅斯 | 簡秀如 | 高寶   | ISBN 9789861857657 |

## 外部連結
- 互联网电影数据库（IMDb）上《分歧者·異類叛逃》的资料（英文）
- AllMovie上《分歧者·異類叛逃》的资料（英文）
- Box Office Mojo上《分歧者·異類叛逃》的資料（英文）
- Metacritic上《分歧者·異類叛逃》的資料（英文）
- 爛番茄上《分歧者·異類叛逃》的資料（英文）
- 開眼電影網上《分歧者·異類叛逃》的資料（繁體中文）
- 时光网上《分歧者·異類叛逃》的資料（简体中文）
- 豆瓣电影上《分歧者·異類叛逃》的資料 （简体中文）